# Obisparra
La Obisparra es una procesión pagana en forma de mascarada de carácter jocoso y festivo que se celebra en los periodos invernales de algunos pueblos de las comarcas de Aliste, y La Carballeda y Sanabria (Zamora). Posee algunos personajes fijos que aparecen en la procesión con una simbología clara: la Filandorra, el Ciego, el Gitano, la Madama, el Galán, etc. Dependiendo del lugar hay más o menos personajes. El cortejo está compuesto por una docena de diablos, casi todos ellos varones (aunque ciertos personajes sean femeninos). Es frecuente que realicen diversas parodias, piden contribuciones dinerarias a los asistentes, y en ocasiones arrojan ceniza. En el lenguaje coloquial popular de Aliste, la «Obisparra» es toda colectividad numerosa y bullanguera.

## Historia
Cabe la posibilidad de que su origen esté en una celebración medieval que se denominaba el «Obispillo». Una especie de inocentada coral y consuetudinaria que se celebraba en las portadas de las grandes iglesias así como en la catedrales del norte de España. Celebrada en la víspera del 28 de diciembre, en el día de los Inocentes.

## Características
La celebración pone de manifiesto, con su simbología asociada a los personajes, a los antiguos habitantes de los monasterios, la fertilidad y los bienes, además de los personajes singulares como el ciego.